# Acraga coa
 (août 2020).
Espèce
Acraga coa est une espèce de lépidoptères (papillons) de la famille des Dalceridae.

## Description
L'Imago est couvert d'un duvet orange vif.
La chenille est translucide et gélatineuse.

## Distribution
Amérique centrale et du Sud.